# Волтер Гілл
Волтер Гілл (англ. Walter Hill; 10 січня 1942) — американський режисер, сценарист та продюсер.

## Біографія
Волтер Гілл народився 10 січня 1942 року в Лонг-Біч, штат Каліфорнія, США. Навчався в університеті штату Мічиган, працював на бурінні нафтових свердловин і будівництві. Роботу в кіно розпочав як другий помічник режисера в фільмах «Афера Томаса Крауна» (1968), «Хапай гроші і тікай!» (1969) Вуді Аллена. Дебютував як сценарист у картині «Хіккі і Боггс» (1972), також написав сценарії до фільмів «Втеча» (1972) зі Стівом Макквіном і «Людина Макінтоша» (1973) з Полом Ньюменом. 1975 року на екрани кінотеатрів виходить його перша режисерська робота — драматичний екшн «Важкі часи» у головній ролі з Чарльзом Бронсоном, події в якому розгортаються в період Великої депресії. Після виходу в прокат цієї картини про Волтера заговорили, як про одного із найбільш багатообіцяючих голлівудських режисерів і сценаристів. Далі Гілл знімає фільми «Водій» (1978) і «Воїни» (1979). Продюсував фільм «Чужий» (1979) Рідлі Скотта, а також брав участь в трьох його сиквелах, залишаючись сценаристом або продюсером.
У 80-х зняв фільм вестерн «Ті, що скачуть здалеку» (1980), в якому режисер залучив братів акторів Керрадайнів, Бріджесів і Квейдів. Після фільму «Південна гостинність» (1981) вийшла знаменита стрічка «48 годин» — детектив і комедія одночасно із чудовим дуетом Едді Мерфі та Ніком Нолті в головних ролях. Потім режисер зняв повні «балетних» сцен насильства «Вулиці у вогні» (1984) і чергову версію класичних «Мільйонів Брюстера» (1985). В 1986-му Гілл схрещує музичний фільм з містичним трилером і знімає «Перехрестя», історію пошуку молодим музикантом легендарного блюзмена. Гілл робить два бойовики — «Всі запобіжні заходи» (1987) з Нолті і «Червону спеку» (1988) з Арнольдом Шварценеггером.
Разом з Робертом Земекісом і Річардом Доннером ініціює знаменитий серіал «Байки зі склепу» – густе вариво з чорного гумору і всіляких жанрових кліше. В 1989 Гілл знімає «Красунчик Джонні», мелодраму про потворного Джонні в проникливому виконанні Міккі Рурка, який після вдалої пластичної операції помітно змінюється в кращу сторону і з відразливого у всіх сенсах персонажа стає позитивним героєм. Після сиквела «Інші 48 годин» (1990) Гілл знімає ще один цікавий приклад різножанрового кіно — фільм «Порушення кордонів» (1992) про пошуки скарбу в сучасному урбаністичному антуражі. Потім Гілл робить два вестерна поспіль — «Джеронімо: Американська легенда» (1993) і «Дикий Білл» (1995) з Джеффом Бріджесом, а в 1997 знімає один з найцікавіших своїх фільмів — апофеоз жанрової комбінаторики «Герой-одинак», неймовірне змішання вестерна, гангстерського фільму і «фільму нуар» на сюжет класичного «Охоронця» Куросави з Брюсом Віллісом і Крістофером Вокеном в головних ролях.

## Фільмографія
| Рік       |    | Українська назва                | Оригінальна назва                  | Роль                         |
| --------- | -- | ------------------------------- | ---------------------------------- | ---------------------------- |
| 1972      | ф  | Хіккі і Боггс                   | Hickey & Boggs                     | сценарист                    |
| 1972      | ф  | Втеча                           | The Getaway                        | сценарист                    |
| 1973      | ф  | Злодій, який прийшов до обіду   | The Thief Who Came to Dinner       | сценарист                    |
| 1973      | ф  | Людина Макінтоша                | The MacKintosh Man                 | сценарист                    |
| 1975      | ф  | Басейн потопельників            | The Drowning Pool                  | сценарист                    |
| 1975      | ф  | Важкі часи                      | Hard Times                         | режисер, сценарист           |
| 1977      | с  | Пес і кіт                       | Dog and Cat                        | сценарист                    |
| 1977      | тф | Пес і кіт                       | Dog and Cat                        | сценарист                    |
| 1978      | ф  | Водій                           | The Driver                         | режисер, сценарист           |
| 1979      | ф  | Чужий                           | Alien                              | продюсер                     |
| 1979      | ф  | Воїни                           | The Warriors                       | режисер, продюсер, сценарист |
| 1980      | ф  | Ті, що скачуть здалеку          | The Long Riders                    | режисер, сценарист           |
| 1981      | ф  | Південна гостинність            | Southern Comfort                   | режисер, сценарист           |
| 1982      | ф  | 48 годин                        | 48 Hrs.                            | режисер, сценарист           |
| 1984      | ф  | Вулиці у вогні                  | Streets of Fire                    | режисер, сценарист           |
| 1985      | ф  | Мільйони Брюстера               | Brewster's Millions                | режисер                      |
| 1985      | ф  | Ковбойська рапсодія             | Rustlers' Rhapsody                 | продюсер                     |
| 1986      | ф  | Блу-сіті                        | Blue City                          | продюсер, сценарист          |
| 1986      | ф  | Чужі                            | Aliens                             | продюсер, сценарист          |
| 1986      | ф  | Перехрестя                      | Crossroads                         | режисер                      |
| 1987      | ф  | Всі запобіжні заходи            | Extreme Prejudice                  | режисер                      |
| 1988      | ф  | Червона спека                   | Red Heat                           | режисер, продюсер, сценарист |
| 1989—1996 | с  | Байки зі склепу                 | Tales from the Crypt               | режисер, продюсер, сценарист |
| 1989      | ф  | Красунчик Джонні                | Johnny Handsome                    | режисер                      |
| 1990      | ф  | Інші 48 годин                   | Another 48 Hrs.                    | режисер, сценарист           |
| 1992      | ф  | Порушення кордонів              | Trespass                           | режисер                      |
| 1992      | ф  | Чужий 3                         | Alien 3                            | продюсер, сценарист          |
| 1992      | тф | Історії про сильних людей       | Two-Fisted Tales                   | продюсер                     |
| 1993—1994 | с  | Байки зберігача склепу          | Tales from the Cryptkeeper         | продюсер                     |
| 1993      | ф  | Джеронімо: Американська легенда | Geronimo: An American Legend       | режисер, продюсер            |
| 1994      | ф  | Втеча                           | The Getaway                        | сценарист                    |
| 1995      | ф  | Дикий Білл                      | Wild Bill                          | режисер, сценарист           |
| 1995      | ф  | Байки зі склепу: Демон ночі     | Tales from the Crypt: Demon Knight | продюсер                     |
| 1995      | тф | Дивний світ                     | W.E.I.R.D. World                   | продюсер                     |
| 1996      | ф  | Кривавий бордель                | Bordello of Blood                  | продюсер                     |
| 1996      | ф  | Герой-одинак                    | Last Man Standing                  | режисер, продюсер, сценарист |
| 1997      | ф  | Чужий 4: Воскресіння            | Alien: Resurrection                | продюсер                     |
| 1997      | с  | Примхи науки                    | Perversions of Science             | режисер, продюсер            |
| 2000      | ф  | Наднова                         | Supernova                          | режисер                      |
| 2001      | ф  | Ритуал                          | Ritual                             | продюсер                     |
| 2002      | ф  | Обговоренню не підлягає         | Undisputed                         | режисер, продюсер, сценарист |
| 2004      | ф  | Чужий проти Хижака              | AVP: Alien vs. Predator            | продюсер                     |
| 2004      | с  | Дедвуд                          | Deadwood                           | режисер, продюсер            |
| 2006      | с  | Перерваний шлях                 | Broken Trail                       | режисер, продюсер            |
| 2007      | ф  | Чужі проти Хижака: Реквієм      | AVPR: Aliens vs Predator - Requiem | продюсер                     |
| 2012      | ф  | Прометей                        | Prometheus                         | продюсер                     |
| 2012      | ф  | Нестримний                      | Bullet to the Head                 | режисер                      |
| 2016      | ф  |                                 | Tomboy                             | режисер, сценарист           |
| 2022      | ф  | Мертвий за долар                | Dead for a Dollar                  | режисер, сценарист           |